# Olavi Rokka
Olavi Antero Rokka (Viipuri, 9 agosto 1925 – Hyvinkää, 21 dicembre 2011) è stato un pentatleta finlandese.

## Palmarès
In carriera ha conseguito i seguenti risultati:
- Giochi olimpici:

Helsinki 1952: bronzo nel pentathlon moderno a squadre.